# Narcís Clara i Lloret
Narcís Clara i Lloret   (Girona, 1960) és professor universitari i diputat al Parlament de Catalunya de la XII legislatura.
Llicenciat en Matemàtiques i Doctor en Administració i Direcció d´Empreses és Professor de matemàtiques a la Facultat de Ciències de la Universitat de Girona.